# Списък на реките в Тенеси
Списъкът на реките в Тенеси включва основните реки, които текат през щата Тенеси, САЩ.
Щатът се отводнява главно чрез река Мисисипи в Мексиканския залив. Най-големи реки в щата са Тенеси и Къмбърланд.

## По водосборен басейн
- Мисисипи
  - Улф Ривър
  - Хачи
  - Обайън
  - Охайо
    - Тенеси
      - Бъфало Ривър
      - Дък Ривър
      - Елк Ривър
      - Сикуачи
      - Холстън
      - Клинч Ривър

    - Къмбърланд

## По азбучен ред
- Бъфало Ривър
- Дък Ривър
- Елк Ривър
- Клинч Ривър
- Къмбърланд
- Обайън
- Сикуачи
- Тенеси
- Улф Ривър
- Хачи
- Холстън